# Zingiber spectabile
Zingiber spectabile (лат.) — многолетнее цветковое растение, вид рода Имбирь (Pericallis) семейства Имбирные (Zingiberaceae). Произрастает в Таиланде и полуостровной Малайзии. Растение выращивают в основном как декоративное растение, хотя в Юго-Восточной Азии его используют как лекарственное растение.

## Этимология
Научное название вида — Zingiber spectabile. Родовое название Zingiber изначально произошло от санскритского слова, которое означает «в форме рога» и относится к роговидным листьям большинства видов имбиря. Видовой эпитет spectabile — от латинского spectabilis, что означает «видимый» или «эффектный». Растение широко известно на Западе под общим названием «улейный имбирь» из-за его необычных соцветий, которые напоминают овальный плетёный улей. Его также называют «имбирным суслом» или «малайзийским имбирем».

## Описание
Как и у большинства растений рода Имбирь, листья Zingiber spectabile длинные и в основном продолговатые, сужающиеся к одной точке на кончике. В идеальных условиях растение может достигать 4,5 м и более в высоту. Соцветие расположено на вершине колоса и может достигать 30 см в высоту. Прицветники могут различаться по цвету: от белого до жёлтого, оранжевого или даже красного, часто темнея по мере созревания и их развития. Цветки маленькие, с фиолетовыми лепестками и жёлтыми пятнами, с хрупкой бумажной текстурой.

Z. spectabile
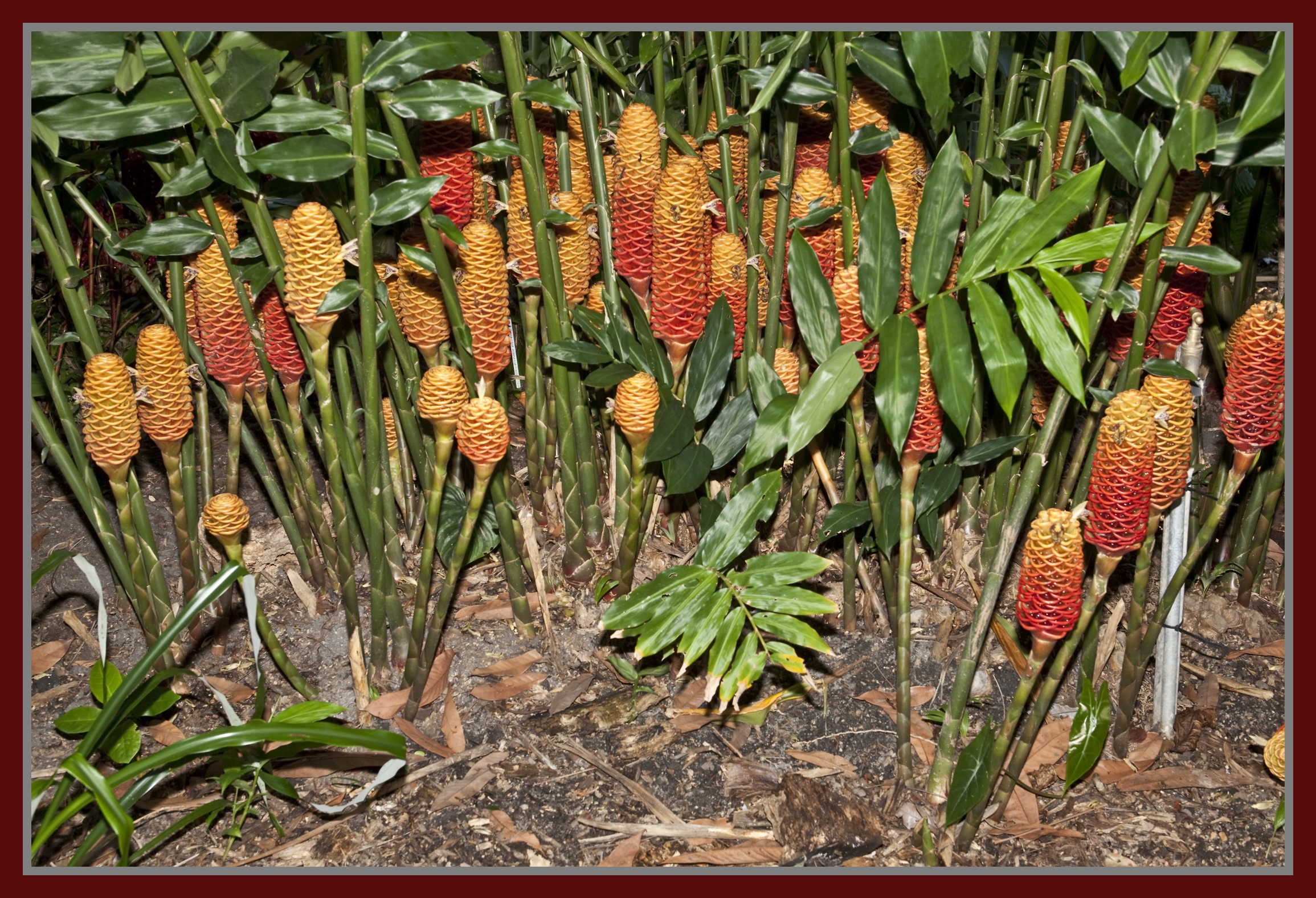
Общий вид
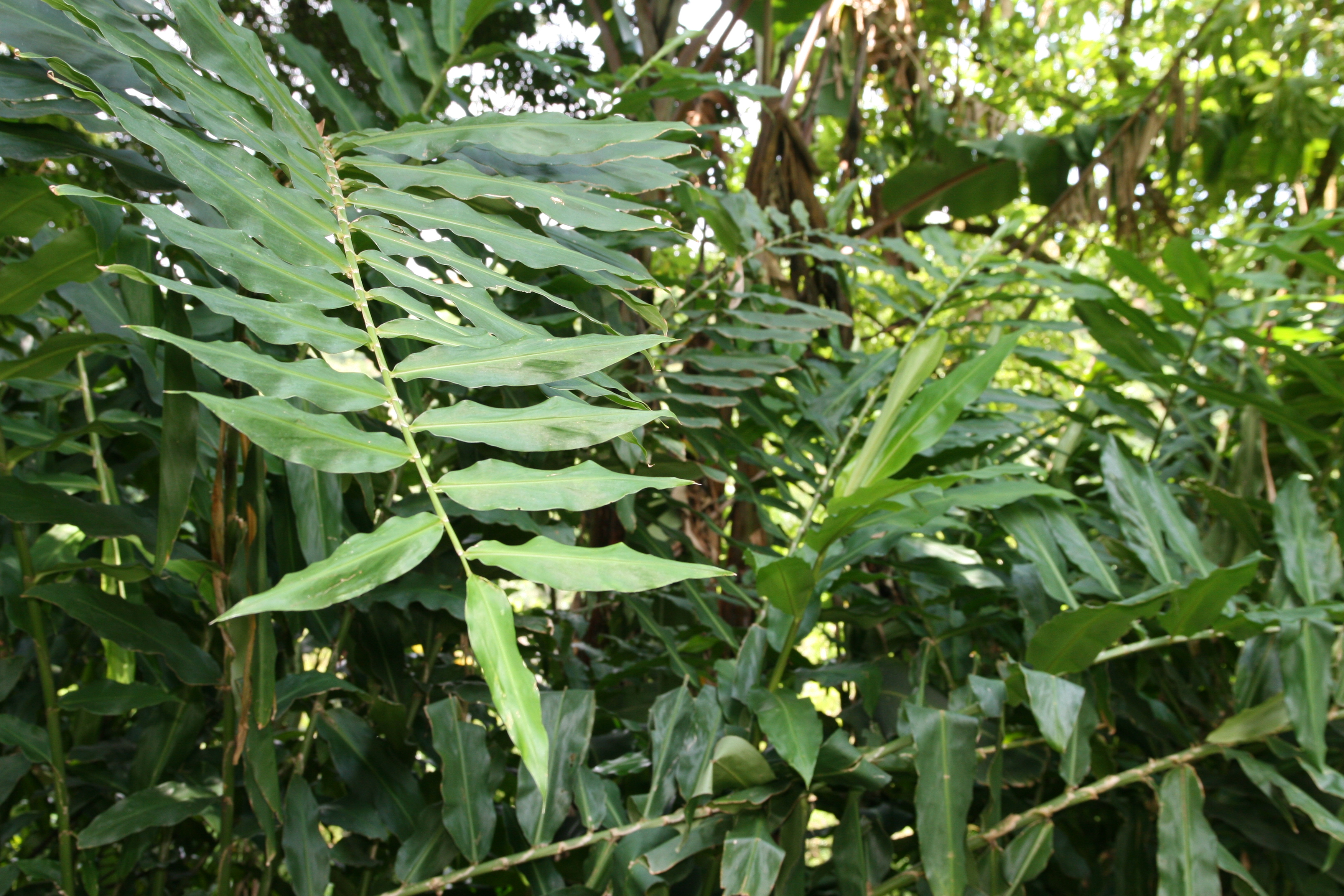
Листва
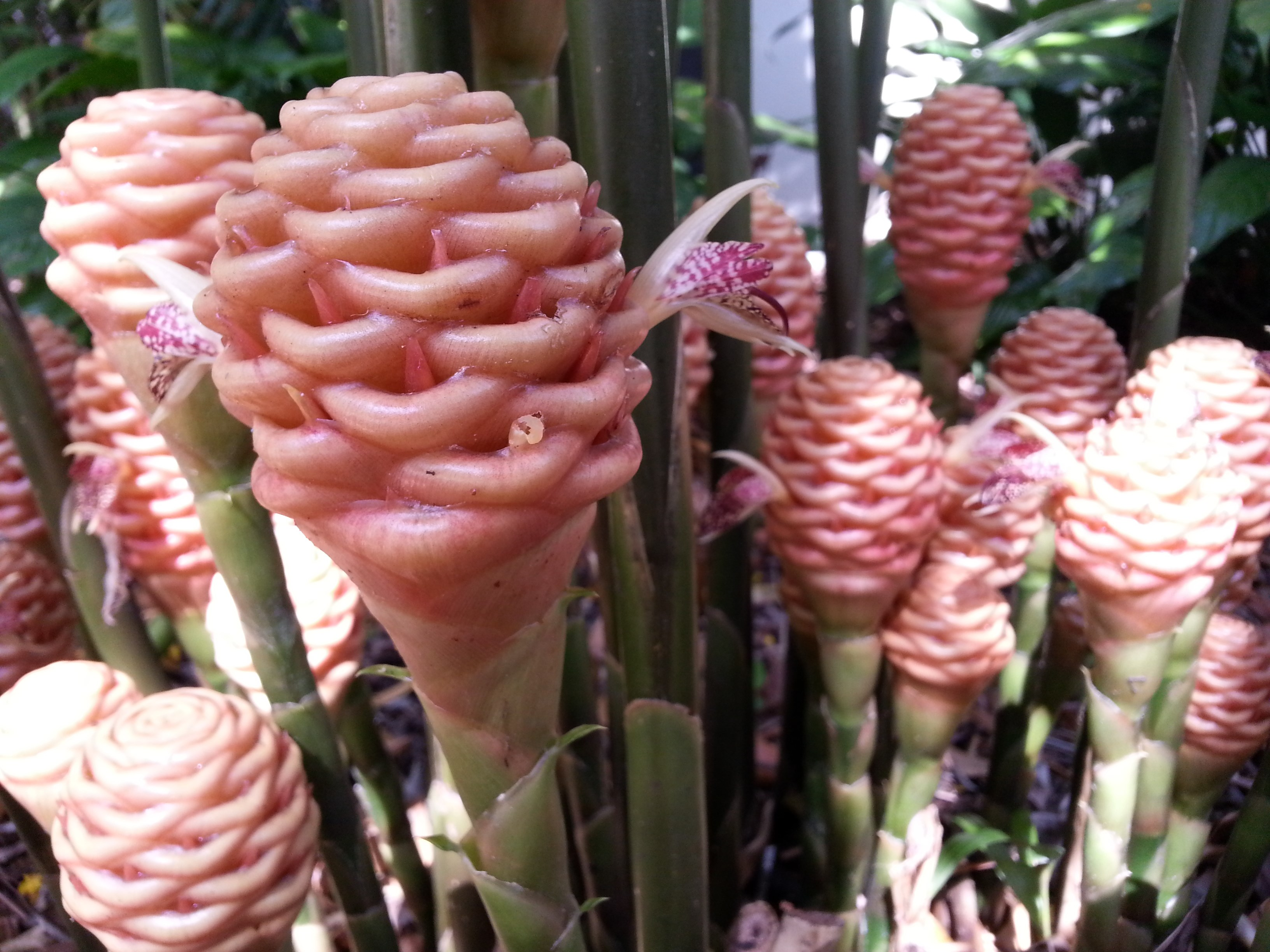
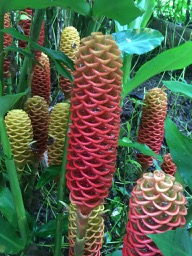
Соцветия
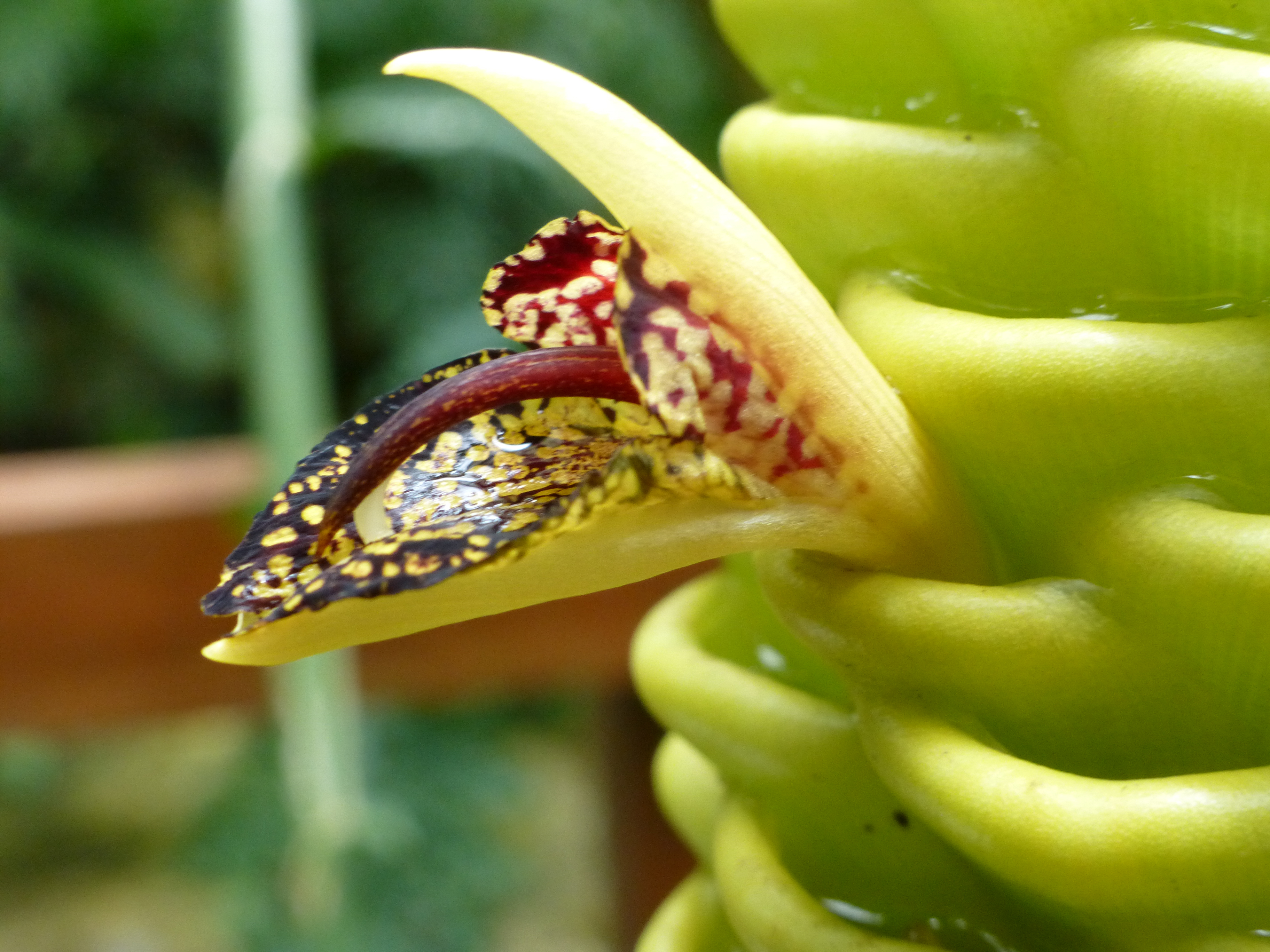
Цветок

## Ареал
Произрастает в Таиланде и полуостровной Малайзии.

## Использование
В Индонезии Zingiber spectabile использовали в традиционной медицине для лечения воспаления глаз. Листья растения измельчают в густую пасту, а затем наносят на повреждённую часть тела. Также было зафиксировано его использование для лечения ожогов, как средства от головных болей и болей в спине, а также как средства для консервации продуктов.
Академические исследования показали, что растение обладает антимикробными свойствами и значительными концентрациями фермента зерумбонсинтазы, который может быть эффективен при лечении рака толстой кишки.